# Alexander John Goodrum
Pour les articles homonymes, voir Goodrum.
Alexander John Goodrum (1960 - 28 septembre 2002) est internationalement connu comme un militant afro-américain des droits civils transgenres, écrivain, et éducateur,,. Il est le fondateur et le directeur de TGNet Arizona.
Il a été membre du conseil de la Tucson GLBT Commission, et Funding Exchange's OUT Fund, qui alloue une subvention annuelle au nom de Goodrum pour les projets d'organisation communautaire LGBT tel que le magazine lesbien Esto no tiene nombre, écrit en partie par Tatiana de la Tierra. Goodrum était bisexuel, handicapé, et trans, il a écrit sur le fait que son genre influençait la spiritualité,. Son « Gender Identity 101: A Transgender Primer » a été réimprimé sous diverses formes pour éduquer la société sur les questions de base concernant les personnes transsexuelles et transgenres. Son travail a été accompagné par la Southern Arizona Gender Alliance (SAGA),.
Goodrum s'est suicidé le 28 septembre 2002 à La Frontera Psychiatric Health Facility, un hôpital psychiatrique. Sa mort était inattendue et questionne sur les installations de manutention ; son cas a incité certains changements procéduraux et physiques à La Frontera,,.
Il a remporté, à titre posthume, le Godat Award, qui honore les services rendus à la communauté LGBT,.